# 比尼西奧·塞雷索
马里奥·比尼西奥·塞雷索·阿雷瓦洛（西班牙語：Marco Vinicio Cerezo Arévalo；1942年12月26日—）是危地马拉政治人物，曾于1986年至1991年担任危地马拉总统。
他是自1954年瓜地馬拉政變以来瓜地马拉第一个通过民主选举当选的总统。
2017年，比尼西奥当选为中美洲統合體秘书长。